# Nueva Izquierda (Polonia)
La Nueva Izquierda (en polaco: Nowa Lewica, NL) es un partido político socialdemócrata polaco. Está situado en la centroizquierda del espectro político. Sus líderes son Włodzimierz Czarzasty y Robert Biedroń.
Se formó en 2021 como una fusión de la Alianza de la Izquierda Democrática (SLD) y Primavera, aunque los planes para la fusión comenzaron en 2020. Es parte de la coalición La Izquierda, junto con el partido Juntos Izquierda. Tiene opiniones proeuropeas.

## Historia
Primavera y la Alianza de la Izquierda Democrática (SLD) cooperaron inicialmente durante las elecciones parlamentarias de octubre de 2019, como parte de la coalición La Izquierda. Después de las elecciones, se anunció el plan para fusionar los dos partidos. Como consecuencia, en 2020, SLD cambió su nombre a Nueva Izquierda, ya que el nuevo partido se basaba en las estructuras de la Alianza. Sin embargo, se pospusieron más planes relacionados con la fusión debido a la pandemia de COVID-19.
El 11 de junio de 2021, la asamblea general de Primavera votó a favor de disolver el partido para fusionarse con la SLD.
En las elecciones parlamentarias polacas de 2023, la coalición de izquierda participó técnicamente como el partido de la Nueva Izquierda, cuya lista incluyó representantes de Juntos Izquierda, la Unión del Trabajo, el Partido Socialista Polaco y la Socialdemocracia de Polonia.

## Resultados electorales
| Fecha | Candidato                              | Votos          | %               | Escaños en Sejm | +/- | Escaños en Senat | +/- | Estatus   |
| ----- | -------------------------------------- | -------------- | --------------- | --------------- | --- | ---------------- | --- | --------- |
| 2023  | Włodzimierz Czarzasty y Robert Biedroń | 1.199.503 (#4) | \| \| 5.55 % \| | 19/460          | 19  | 5/100            | 4   | Coalición |
|       | 5.55 %                                 |                |                 |                 |     |                  |     |           |